# Phyllotreta hochetlingeri
Phyllotreta hochetlingeri là một loài bọ cánh cứng trong họ Chrysomelidae. Loài này được Fleischer miêu tả khoa học năm 1917.